# Winston-Salem Open 2018
Winston-Salem Open 2018 byl profesionální tenisový turnaj pořádaný jako součást mužského okruhu ATP World Tour, který se odehrával na otevřených dvorcích s tvrdým povrchem DecoTurf v areálu Wake Forest University. Konal se mezi 19. až 25. srpnem 2018 v americkém Winston-Salemu, ležícím v Severní Karolíně, jako jubilejní padesátý ročník turnaje.
Turnaj s rozpočtem 778 070 dolarů patřil do kategorie ATP World Tour 250. Jednalo se o poslední díl mužské poloviny letní US Open Series 2018, jakožto závěrečné přípravy před čtvrtým grandslamem sezóny US Open 2018.
Nejvýše nasazeným hráčem ve dvouhře se, po odstoupení Goffina pro poranění pravého ramena, stal třináctý tenista světa Pablo Carreño Busta ze Španělska. Jako poslední přímý účastník do hlavní singlové soutěže nastoupil litevský 96. hráč žebříčku Ričardas Berankis.
Druhý singlový titul na okruhu ATP Tour i v sezóně vybojoval 22letý Rus Daniil Medveděv, který turnajem prošel bez ztráty sady. Deblovou trofej obhájil nizozemsko-rumunský pár Jean-Julien Rojer a Horia Tecău, který získal osmnácté společné turnajové vítězství.

## Rozdělení bodů a finančních odměn

### Rozdělení bodů
| Soutěž  | vítězové | finalisté | semifinalisté | čtvrtfinalisté | 16 v kole | 32 v kole | 48 v kole | Q | Q2 | Q1 |
| dvouhra | 250      | 150       | 90            | 45             | 20        | 10        | 0         | 5 | 3  | 0  |
| čtyřhra | 250      | 150       | 90            | 45             | 0         | —         | —         | — | —  | —  |

### Finanční odměny
| Soutěž                              | vítězové | finalisté | semifinalisté | čtvrtfinalisté | 16 v kole | 32 v kole | 48 v kole | Q2     | Q1   |
| ----------------------------------- | -------- | --------- | ------------- | -------------- | --------- | --------- | --------- | ------ | ---- |
| dvouhra                             | $92 905  | $52 895   | $30 530       | $17 970        | $10 470   | $6 365    | $3 875    | $1 745 | $870 |
| čtyřhra                             | $38 120  | $20 040   | $10 860       | $6 210         | $3 640    | —         | —         | —      | —    |
| částka ve čtyřhře je uvedena na pár |          |           |               |                |           |           |           |        |      |

## Mužská dvouhra

### Nasazení
| Stát                          | Hráč                 | ATP | Nasazení |
| ----------------------------- | -------------------- | --- | -------- |
| Belgie                        | David Goffin         | 11. | 1.       |
| Španělsko                     | Pablo Carreño Busta  | 13. | 2.       |
| Spojené království            | Kyle Edmund          | 16. | 3.       |
| Itálie                        | Marco Cecchinato     | 22  | 4        |
| Bosna a Hercegovina           | Damir Džumhur        | 24. | 5.       |
| Jižní Korea                   | Čong Hjon            | 25. | 6.       |
| Srbsko                        | Filip Krajinović     | 31. | 7.       |
| USA                           | Steve Johnson        | 33. | 8.       |
| USA                           | Sam Querrey          | 34. | 9.       |
| Gruzie                        | Nikoloz Basilašvili  | 36. | 10.      |
| Rusko                         | Andrej Rubljov       | 37. | 11.      |
| Francie                       | Gilles Simon         | 40. | 12.      |
| Španělsko                     | Albert Ramos-Viñolas | 41  | 13..     |
| Chile                         | Nicolás Jarry        | 42. | 14.      |
| Austrálie                     | Alex de Minaur       | 43. | 15.      |
| Německo                       | Peter Gojowczyk      | 47. | 16.      |
| Žebříček ATP k 13. srpnu 2018 |                      |     |          |

### Jiné formy účasti
Následující hráči obdrželi divokou kartu do hlavní soutěže:
- Kyle Edmund
- Taylor Fritz
- Borna Gojo
- Andrej Rubljov

Následující hráči postoupili z kvalifikace:
- Radu Albot
- Tommy Paul
- Brayden Schnur
- Horacio Zeballos

Následující hráči postoupili z kvalifikace jako tzv. šťastní poražení:
- Guido Andreozzi
- Dominik Koepfer
- Franko Škugor

### Odhlášení
před zahájením turnaje
- Alexandr Dolgopolov → nahradil jej  Guido Pella
- Jared Donaldson → nahradil jej  Franko Škugor
- Damir Džumhur → nahradil jej  Dominik Koepfer
- David Goffin → nahradil jej  Guido Andreozzi
- Michail Kukuškin → nahradil jej  Laslo Djere
- Feliciano López → nahradil jej  Marcos Baghdatis
- Fernando Verdasco → nahradil jej  Jaume Munar

v průběhu turnaje
- Gilles Simon

## Mužská čtyřhra

### Nasazení
| Stát                                                                     | Hráč              | Stát      | Hráč               | ATP | Nasazení |
| ------------------------------------------------------------------------ | ----------------- | --------- | ------------------ | --- | -------- |
| Polsko                                                                   | Łukasz Kubot      | Brazílie  | Marcelo Melo       | 23. | 1.       |
| Nizozemsko                                                               | Jean-Julien Rojer | Rumunsko  | Horia Tecău        | 25. | 2.       |
| Japonsko                                                                 | Ben McLachlan     | Německo   | Jan-Lennard Struff | 53. | 3.       |
| Chile                                                                    | Julio Peralta     | Argentina | Horacio Zeballos   | 64. | 4.       |
| Žebříček ATP k 13. srpnu 2018; číslo je součtem umístění obou členů páru |                   |           |                    |     |          |

### Jiné formy účasti
Následující páry obdržely divokou kartu do hlavní soutěže:
- James Cerretani /  Leander Paes
- Lleyton Hewitt /  John Peers

Následující pár nastoupil do čtyřhry z pozice náhradníka:
- Max Mirnyj /  Philipp Oswald

### Odhlášení
před zahájením turnaje
- Lleyton Hewitt

## Přehled finále

### Mužská dvouhra
- Daniil Medveděv vs.  Steve Johnson, 6–4, 6–4

### Mužská čtyřhra
- Jean-Julien Rojer /  Horia Tecău vs.  James Cerretani /  Leander Paes, 6–4, 6–2